# Landes-Vieilles-et-Neuves
Landes-Vieilles-et-Neuves ist eine französische Gemeinde mit 125 Einwohnern (Stand: 1. Januar 2022) im Département Seine-Maritime in der Region Normandie (vor 2016 Haute-Normandie). Sie gehört zum Arrondissement Dieppe und ist Teil des Kantons Gournay-en-Bray (bis 2015 Aumale). Die Einwohner werden Landais genannt.

## Geographie
Landes-Vieilles-et-Neuves liegt etwa 60 Kilometer nordöstlich von Rouen. Umgeben wird Landes-Vieilles-et-Neuves von den Nachbargemeinden Richemont im Norden, Marques im Osten, Nullemont im Süden und Südosten sowie Le Caule-Sainte-Beuve im Westen und Südwesten.

## Bevölkerungsentwicklung
| Jahr                      | 1962 | 1968 | 1975 | 1982 | 1990 | 1999 | 2006 | 2013 |
| Einwohner                 | 162  | 149  | 147  | 105  | 148  | 132  | 121  | 137  |
| Quelle: Cassini und INSEE |      |      |      |      |      |      |      |      |

## Sehenswürdigkeiten
- Kirche Saint-Lambert aus dem 16. Jahrhundert in Landes-Neuves
- Kapelle Sainte-Marguerite in Vieilles

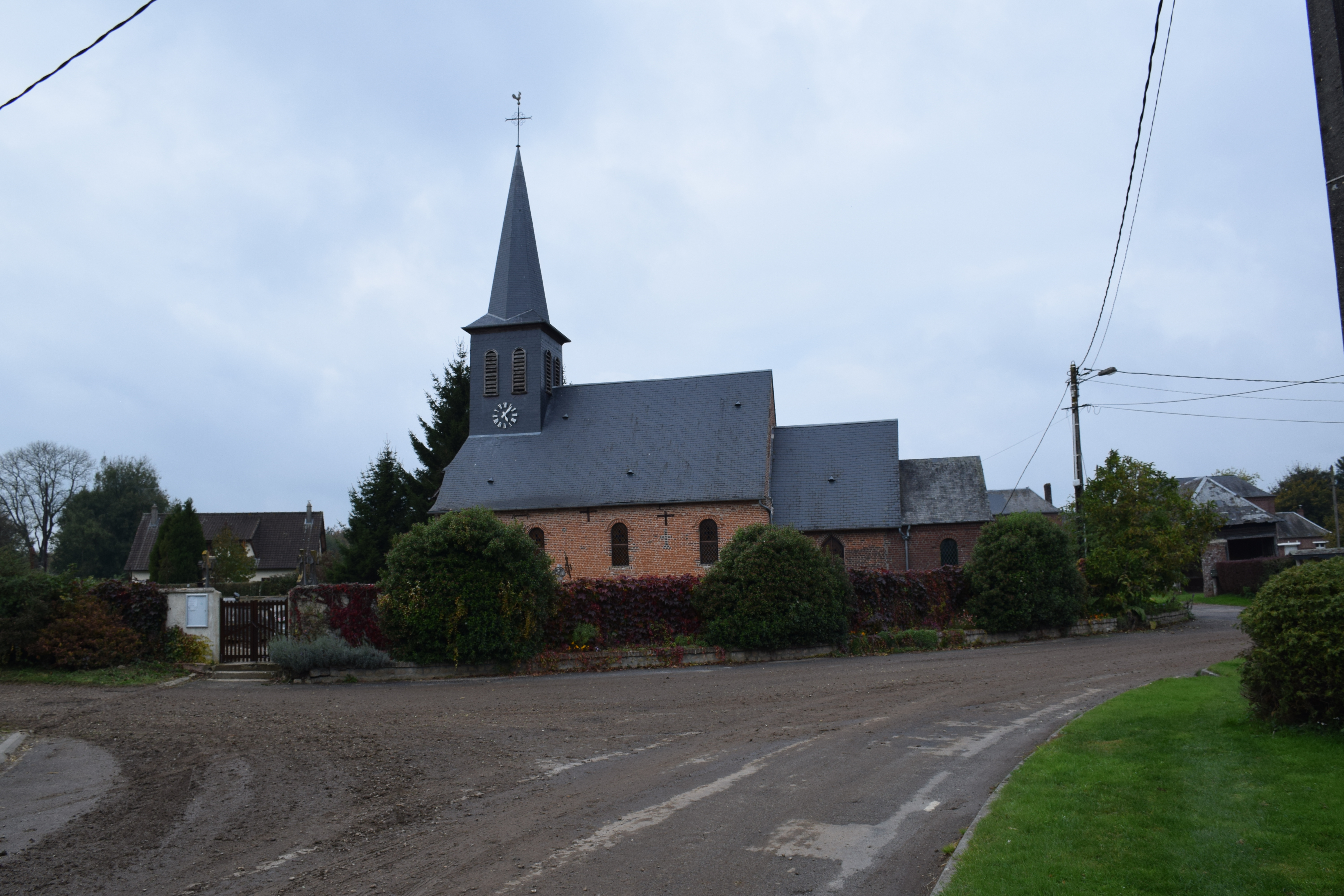
Kirche Saint-Lambert